# Bulbine bulbosa
Espèce
Synonymes
- Anthericum bulbosum R.Br.[1]
- Anthericum semibarbatum Hook.[1]
- Blephanthera depressa Raf.[1]
- Blephanthera hookeri Raf.[1]
- Bulbine australis Spreng.[1]
- Bulbine fraseri Kunth[1]
- Bulbine subbarbata Steud.[1]
- Bulbinopsis bulbosa (R.Br.) Borzì[1]
- Phalangium bulbosum (R.Br.) Kuntze[1]

Bulbine bulbosa est une espèce de plante à fleurs originaire d'Australie de la famille des Asphodélacées. C'est une plante ornementale.

## Écologie

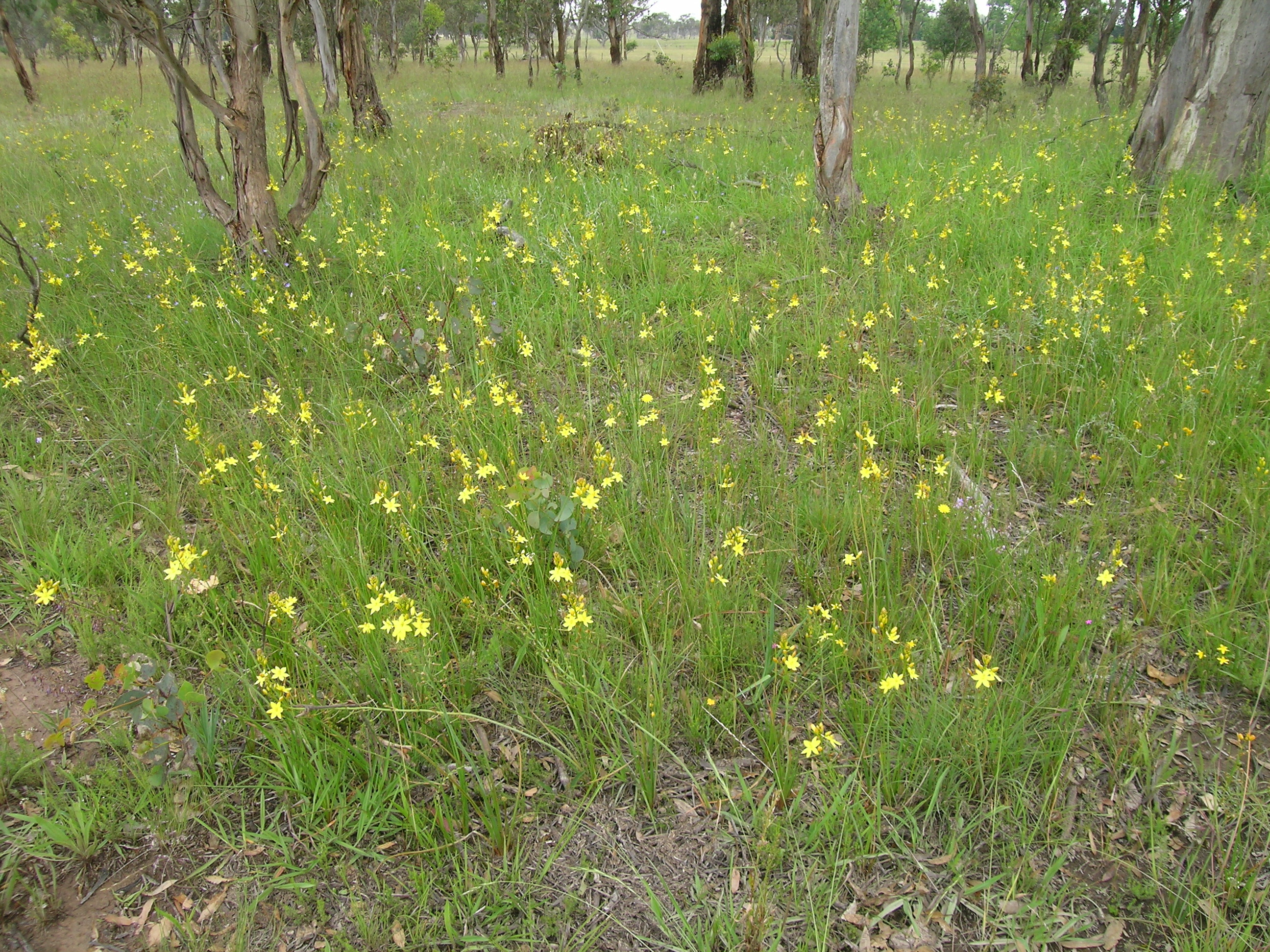
Bulbine bulbosa dans un sous-bois clair

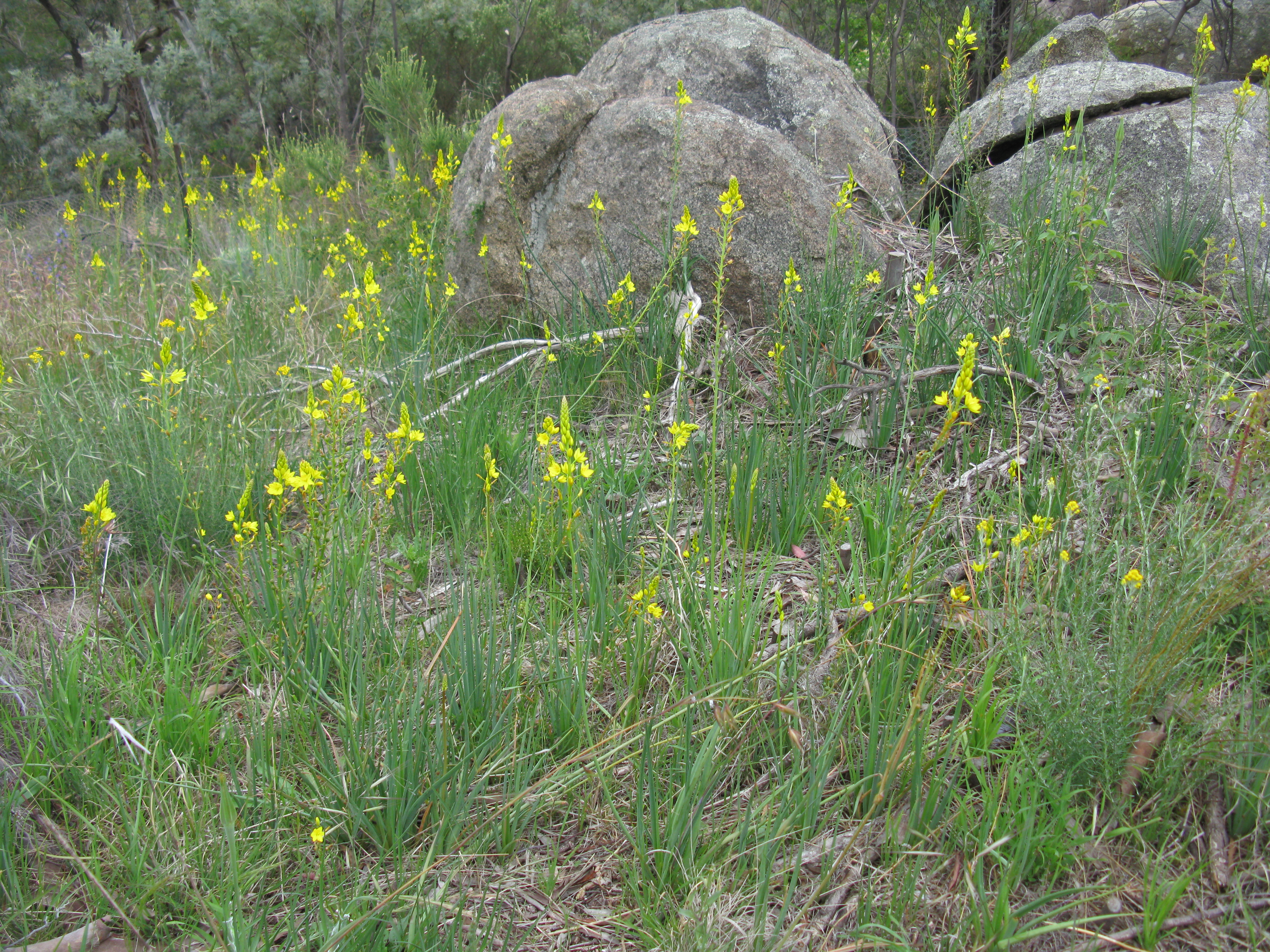
Bulbine bulbosa dans une zone ouverte

Cette plante pousse en dans le sud-ouest de l'Australie, dans les zones tempérées à subtropicales (climats tempéré ou sec).
Elle se rencontre dans les zones humides des prairies, des bois et des forêts ouvertes.